# Saint-Armand
Pour les articles homonymes, voir Armand.
Saint-Armand est une municipalité du Québec, située dans la municipalité régionale de comté de Brome-Missisquoi, dans la région administrative de l'Estrie.
La nouvelle municipalité de Saint-Armand a été créée le 3 février 1999. Elle est issue du regroupement des municipalités de Philipsburg (village fondé en 1846) et de Saint-Armand, laquelle comprenait les villages de Saint-Armand et Pigeon Hill.
Saint-Armand est la deuxième municipalité du Québec avec la plus grande proportion de germanophones, 11 % de la population parlant l'allemand.

## Géographie
Sise dans les basses terres du fleuve Saint-Laurent, au début de l'élévation des Appalaches, Saint-Armand est situé près de Bedford et à quelque trente kilomètres au sud-ouest de Cowansville. La partie ouest de la municipalité donne sur le lac Champlain et la baie Missisquoi. On y retrouve notamment le refuge d'oiseaux de Philipsburg. La municipalité est frontalière avec l'État du Vermont (États-Unis) accessible depuis les passages frontaliers de Highgate Springs–Saint-Armand/Philipsburg (en) et de Morses Line.

## Toponymie
On ignore la véritable origine du nom de Saint-Armand. Il est probable que le nom provienne de Saint-Armand en France, lieu où serait né René-Nicolas Levasseur. D'autres hypothèses suggèrent que cela serait en lien avec son frère Louis-Armand Levasseur. Une troisième théorie suggère que le nom fut inspiré d'Armand Jean du Plessis, cardinal-duc de Richelieu et de Fronsac.

## Histoire

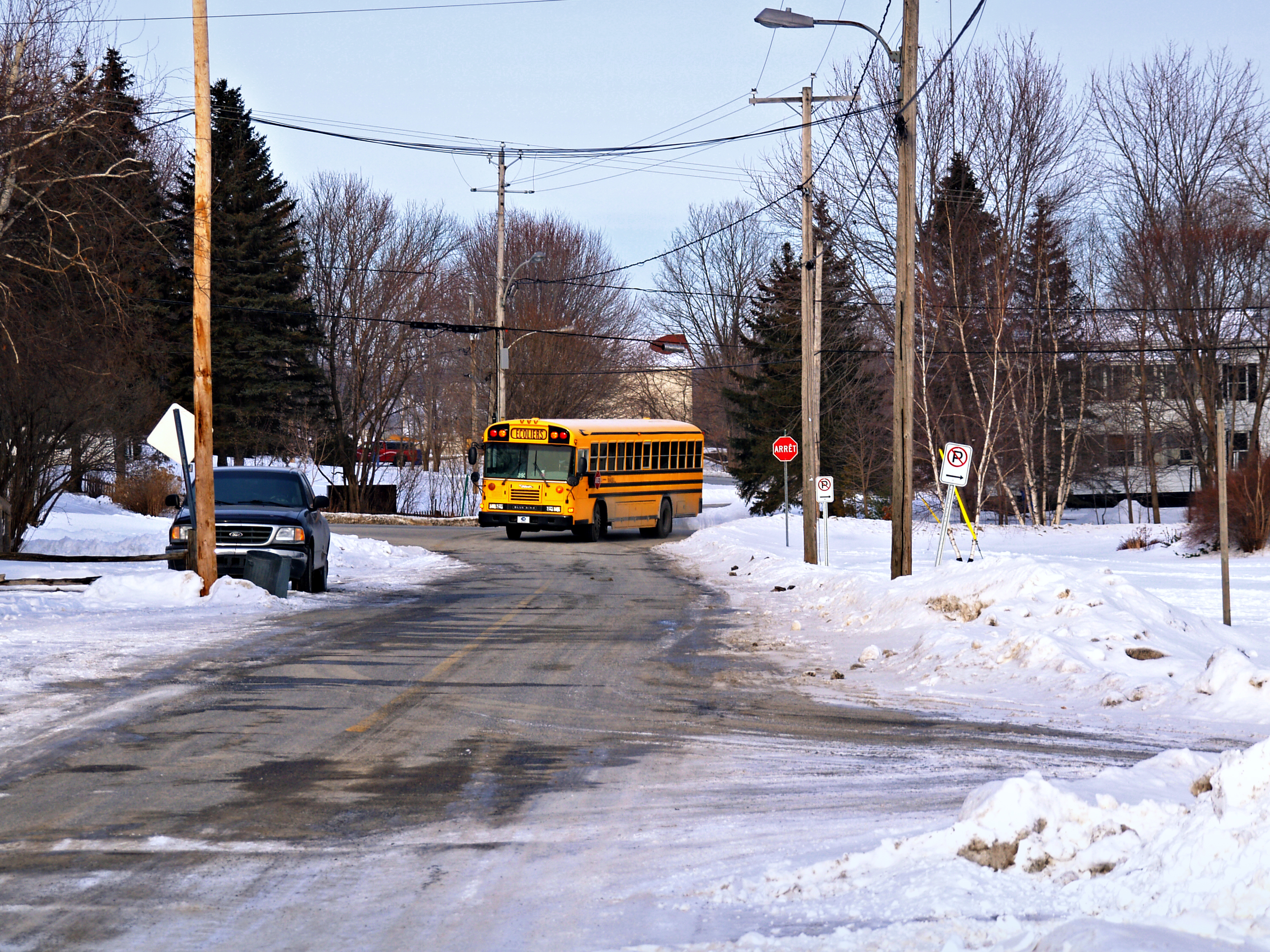
Autobus scolaire au carrefour de l'église.

Dès 1748, on concède la seigneurie de Saint-Armand à Nicolas-René Levasseur, un constructeur de vaisseaux pour le roi. En 1754, il fait construire une scierie étant donné l'abondance en chêne blanc, recherché pour la construction de navires, mais il ne l'habite pas et ne développe pas la seigneurie.
Thomas Dunn acquiert la seigneurie en 1786-87 et la divise en cantons afin de vendre des lots aux colons mais ne pourra en vendre que le quart puisque le territoire est en grande partie cédé aux États-Unis lors de la signature du traité de Paris de 1783. Arrivé depuis 1784, John Ruiter, un lieutenant de l'armée américaine d'origine hollandaise sera le premier à demander une concession,. Son fils Philip et lui seront agents des terres, d'où le nom de l'ancien village de Philipsburg.
Le village de Saint-Armand a été officiellement fondé en 1845 bien que l'on parle de celui-ci dès 1834.
La nouvelle municipalité de Saint-Armand a été créée le 3 février 1999. Elle est issue du regroupement des municipalités de Saint-Armand et de Philipsburg (village fondé en 1809), ainsi que de l'agglomération nommée Pigeon Hill.
Pigeon Hill a connu à partir de 1866 des raids de Féniens américains,,.
La municipalité a gravement été touchée lors des inondations du bassin du lac Champlain et de la rivière Richelieu en 2011. Une combinaison d'un record de hauteur des eaux du lac Champlain et de forts vents du sud puis de l'ouest a même forcé le maire à faire évacuer le village le 1er juin.

## Démographie
| 1991  | 1996  | 2001  | 2006  | 2011  | 2016  | 2021  |
| ----- | ----- | ----- | ----- | ----- | ----- | ----- |
| 1 023 | 1 047 | 1 263 | 1 166 | 1 248 | 1 205 | 1 228 |

## Administration
Les élections municipales se font en bloc pour le maire et les six conseillers.
| Saint-Armand Maires depuis 2003                                                                                      |                                 |                                     |          |
| Élection | Maire                           | Qualité                             | Résultat |
| 2003 | Réal Pelletier                  |                                     | Voir     |
| 2005 | Réal Pelletier                  | Voir                                |          |
| 2009 | Réal Pelletier                  | Voir                                |          |
| 2013 | Réal Pelletier                  | Voir                                |          |
| 2017 | Brent Chamberlin                | Candidat défait à la mairie en 2009 | Voir     |
| juin 2019 | Commission municipale du Québec | Quorum d'élus insuffisant           | Voir     |
| août 2019 | Caroline Rosetti                | Conseillère 2017-2019               | Voir     |
| 2021 | Caroline Rosetti                | Conseillère 2017-2019               | Voir     |
| Élection partielle en italique Depuis 2005, les élections sont simultanées dans toutes les municipalités québécoises |                                 |                                     |          |